# 红石砬子抗日根据地
红石砬子抗日根据地是中国共产党在中国东北地区创建的首个抗日根据地，位于今吉林省磐石市三棚乡红石村磐伊公路北侧的红石砬子山区。1933年，中共磐石中心县委和杨靖宇率领的南满游击队在此创办后方医院、印刷所等后勤机构，此后逐步形成以红石砬子、西玻璃河套为中心，覆盖磐石、伊通、双阳等地区，面积3000余平方公里的抗日游击区。1934年，因日军进攻，主力部队突围南下至桦甸、柳河、清原一带开辟新游击区，剩余少量部队在此抗战至1936年。
根据地遗址于1981年4月20日由吉林省人民政府公布为吉林省文物保护单位，2019年10月16日由中华人民共和国国务院公布为第八批全国重点文物保护单位。

## 历史

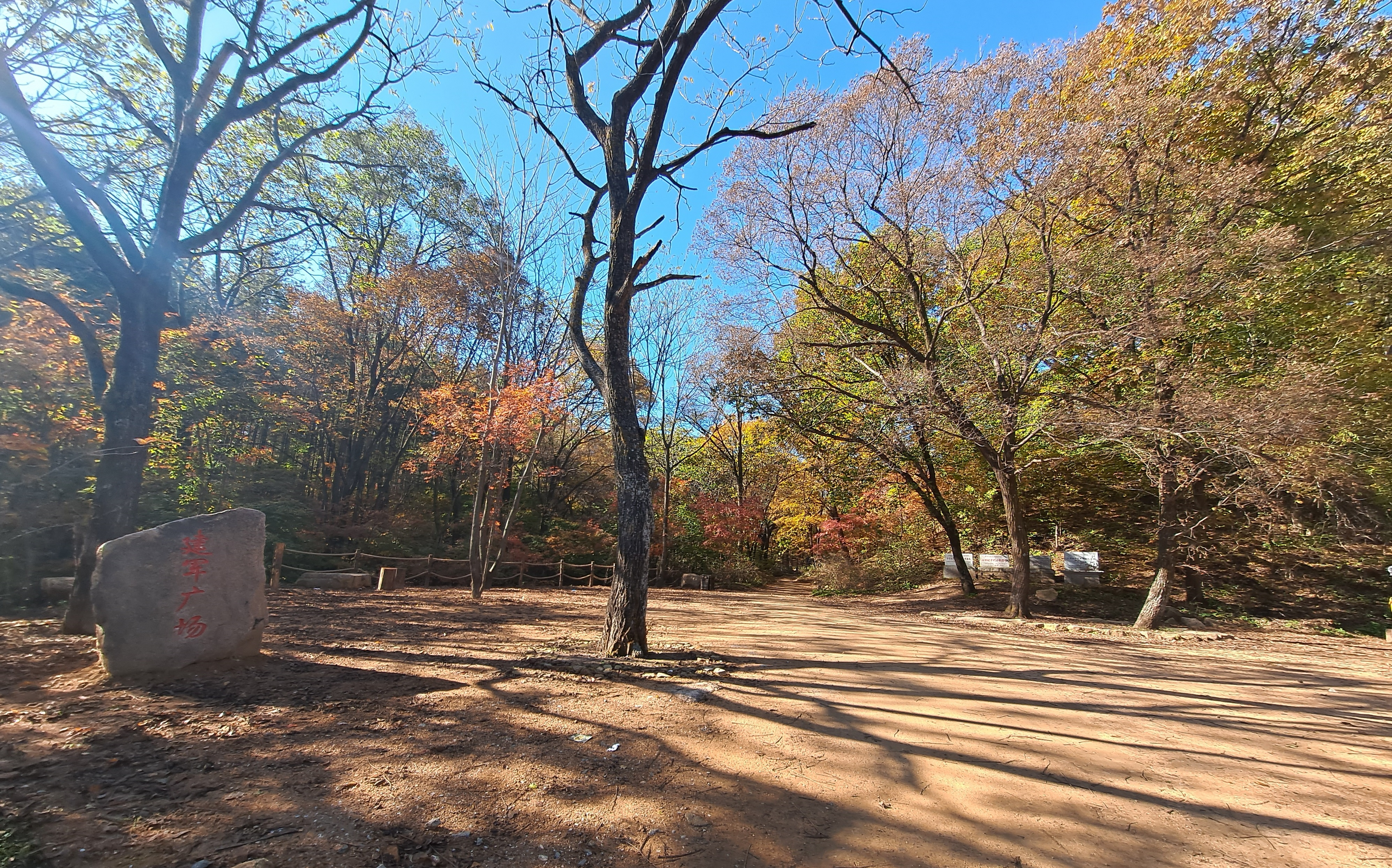
红石砬子抗日根据地建军广场

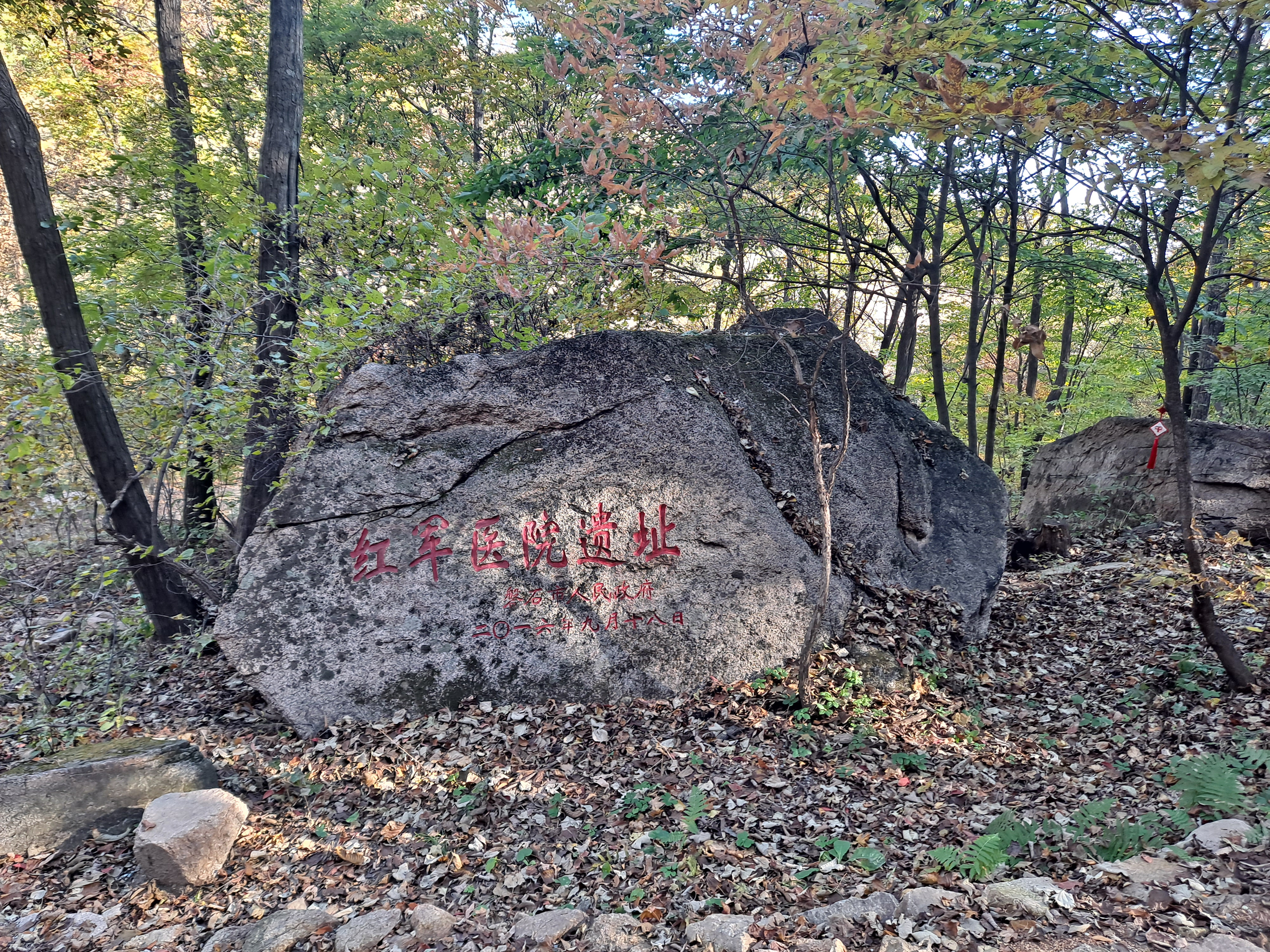
红石砬子抗日根据红军医院遗址

早在1927年，朝鲜共产党员李东光就开始在磐石地区传播马列主义思想:268-269。1930年8月，中国磐石县委在中共满洲省委巡视员陈德森的主持下成立，朴奉任县委书记:92-95。为保护县委机关，磐石县委组建了陈玉振、李松波等人组成的“特务队”。1931年8月，磐石县委被改组为磐石中心县委，行使南满特委职责。同年12月，李红光领导的“磐石劳动农民赤卫队”与县委“特务队”合并成立“磐石赤色游击队”:11。
1932年，中共磐石中心县委先后领导了“二·九郭家店反日除奸斗争”、“四·三三道岗围敌斗争”、“五·一反日大示威”、“五·七蛤蟆河子农民大暴动”、“五·八磐东反日大示威”等群众斗争。在磐石群众反日运动高潮期间，中共满洲省委先后派吉林市特支书记张振国、北满地委作兵运工作的杨君武和满洲省委军委书记杨林到磐石组建抗日武装。同年6月，“磐石工农反日义勇军”在磐石赤色游击队的基础上扩建成立，并以红石砬子、玻璃河套为根据地，在磐石和伊通地区开展抗日游击战。由于当时左倾思想的影响，义勇军成立后不久便陷入困境。同年11月，中共满洲省委候补委员、军委代书记杨靖宇被派到磐石。杨靖宇改组了中共磐石中心县委，将义勇军改编为“中国工农红军第三十二军南满游击队”，并将队伍重新拉回红石砬子根据地。:19-21:206-207
南满游击队以红石砬子为中心在方圆几十里地区开展游击战，1933年1月至5月先后击退日军四次围剿。抗日根据地逐步形成和发展。同年9月，根据地由磐西扩大到磐北、磐东。游击区也扩大到磐石全境，以及永吉、桦甸、西安（今辽源市）、东丰、海龙等地:38-39:23-26。同年9月，中共磐石中心县委所属共产党员增至292人。根据地起初通过“农民协会”代行抗日政权职能，后改为农民委员会代行。农民委员会会员达1200人（1933年9月）。根据地还建有反日会、互济会、妇女会、儿童团、农民自卫队、青年义勇军等群众反日团体和武装队伍。此外，根据地还建有小型兵工厂、被服厂、小型医院、印刷所，并发行《红军消息》、《人民小报》等报刊:178-180:209-211:98-99。

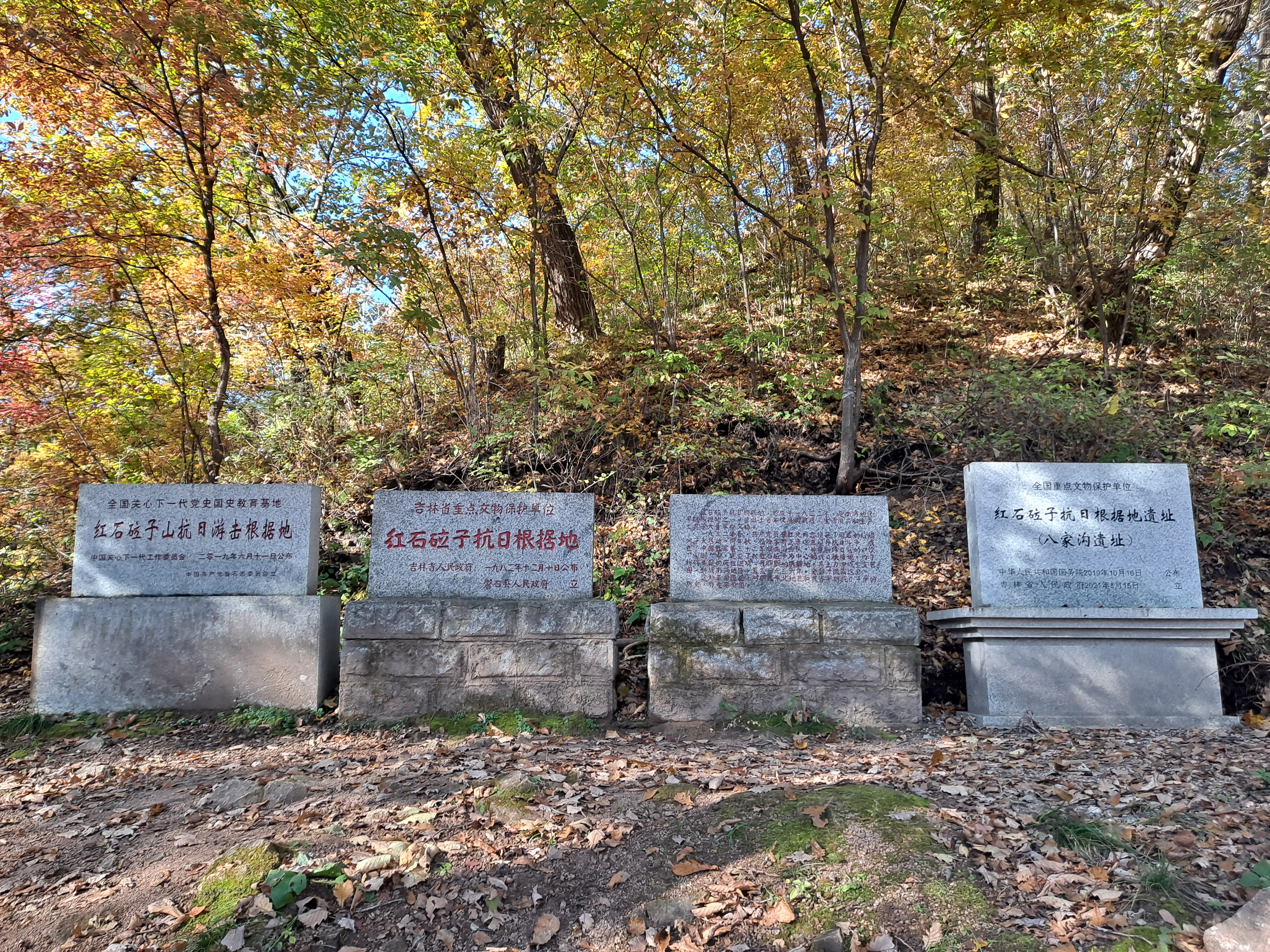
红石砬子抗日根据地文物保护单位石碑

1933年9月18日，东北人民革命军第一军独立师在南满游击队的基础上成立。杨靖宇任师长兼政委，李红光任参谋长。同年次月，日军大规模讨伐独立师和红石砬子根据地。独立师主力渡过辉发江南下至长白山地区开拓新的游击区。独立师一团和少年营留守红石砬子继续开展游击战。在县委书记李东光、一团团长袁德胜、政委朴翰宗、参谋长李松波的带领下，留守队伍多次成功袭击讨伐的敌军，缴获大量武器和物资，收编哗变部队。1934年，袁德胜和李松波率一团奇袭沙河镇，缴获40多匹军马，使人民革命军开始拥有骑兵部队。1934年11月，人民革命军第一军正式成立。1936年，一军主力东移后，红石砬子抗日根据地在1937年初遭到破坏。:100-101

## 遗址保护与考古

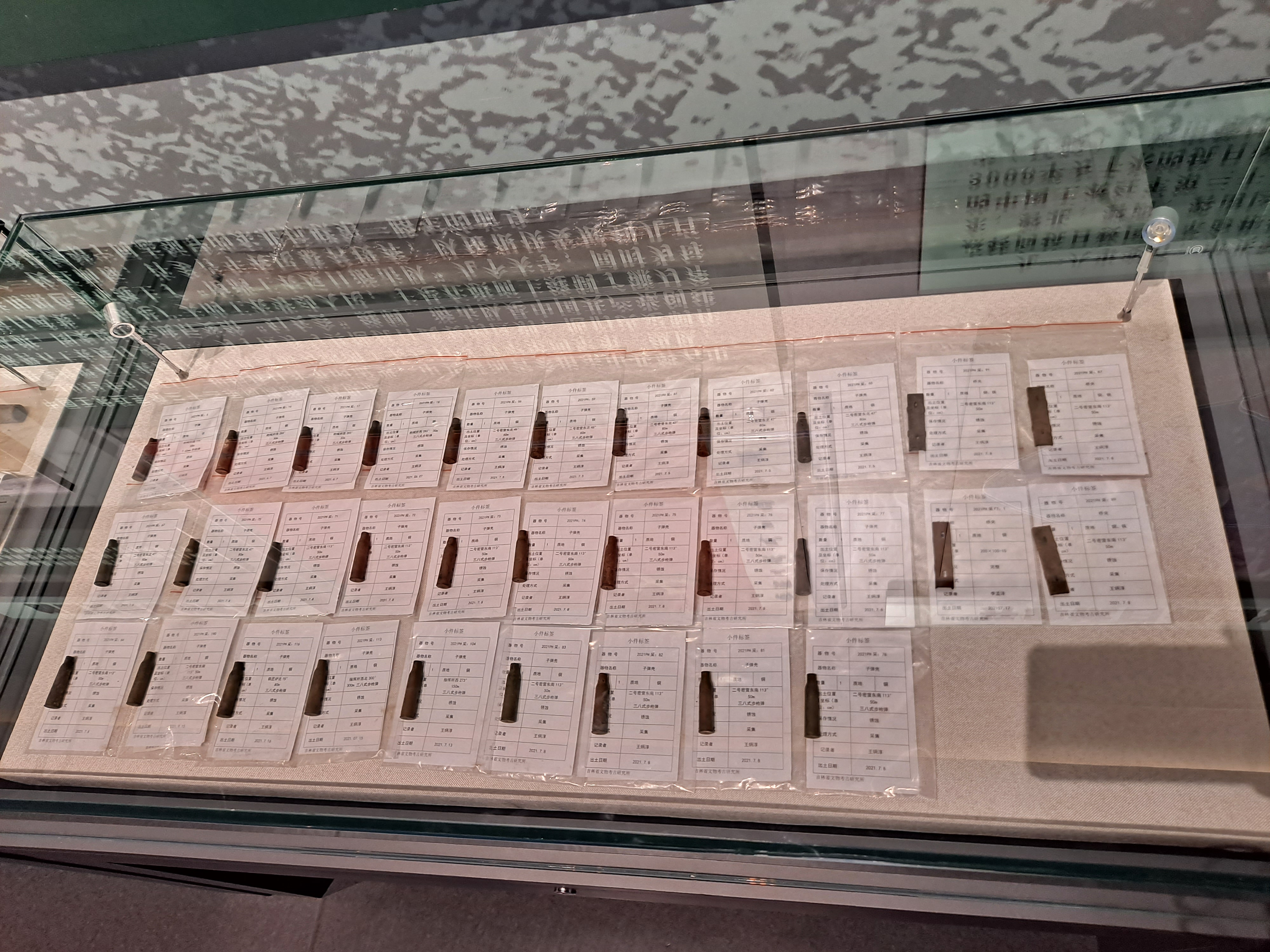
磐石市博物馆内展出的红石砬子根据地遗址出土文物

红石砬子抗日游击根据地八家沟遗址先后在1960年、1974年、1981年被列为磐石县文物保护单位、吉林市文物保护单位和吉林省文物保护单位，后于2019年被列为第八批全国重点文物保护单位。1958年7月至8月，吉林大学历史系师生与吉林省文管会曾对遗址进行采访和简单发掘。2021年7月和10月，吉林省文物考古研究所对红石砬子根据地进行了系统的考古调查，发现房址、地窨子、战斗工事等3000余处遗迹，确认遗址为已发现体量最大的东北抗联遗址群。该遗址入围2023年度全国十大考古新发现终评但未当选。